# Ginástica nos Jogos Pan-Americanos de 2019
As competições de ginástica nos Jogos Pan-Americanos de 2019 em Lima, Peru, foram realizadas de 27 de julho a 5 de agosto no Polideportivo Villa El Salvador, que também sediou as competições de caratê.
As competições de ginástica artística foram realizadas de 27 de julho a 31 de julho. A ginástica rítmica ocorreu de 2 de agosto a 5 de agosto. Finalmente, a ginástica de trampolim teve lugar em 4 e 5 de agosto.
Foram realizados 24 eventos de medalhas, sendo 14 na ginástica artística (oito para homens, seis para mulheres), 8 na rítmica (todos femininos) e dois no trampolim (um em cada gênero). Um total de 184 ginastas competiram: 114 na artística (57 por gênero), 46 na rítmica e 24 no trampolim (12 por gênero).

## Medalhistas

### Ginástica artística

#### Masculino
| Evento           | Ouro | Prata                                                                                    | Bronze                                                                                     |
| ---------------- | --- | ---------------------------------------------------------------------------------------- | ------------------------------------------------------------------------------------------ |
| Equipes          | BRA Brasil Arthur Zanetti Luis Guilherme Porto Caio Souza Francisco Barretto Júnior Arthur Nory Mariano | USA Estados Unidos Cameron Bock Grant Breckenridge Brody Malone Robert Neff Genki Suzuki | CAN Canadá René Cournoyer Zachary Clay Justin Karstadt Cory Shawn Paterson Samuel Zakutney |
| Individual geral | Caio Souza BRA Brasil                                                                                   | Arthur Nory Mariano BRA Brasil                                                           | Cory Shawn Paterson CAN Canadá                                                             |
| Solo             | Tomás González CHI Chile                                                                                | Robert Neff USA Estados Unidos                                                           | Andrés Martínez COL Colômbia                                                               |
| Cavalo com alças | Francisco Barretto Júnior BRA Brasil                                                                    | Robert Neff USA Estados Unidos                                                           | Carlos Alberto Calvo COL Colômbia                                                          |
| Argolas          | Fabian DeLuna MEX México                                                                                | Arthur Zanetti BRA Brasil                                                                | Federico Molinari ARG Argentina                                                            |
| Salto            | Audrys Nin DOM República Dominicana                                                                     | Jorge Vega GUA Guatemala                                                                 | Alejandro De La Cruz CUB Cuba                                                              |
| Barras paralelas | Isaac Nuñez MEX México                                                                                  | Caio Souza BRA Brasil                                                                    | Cameron Bock USA Estados Unidos                                                            |
| Barra fixa       | Francisco Barretto Júnior BRA Brasil                                                                    | Arthur Nory Mariano BRA Brasil                                                           | Huber Godoy CUB Cuba                                                                       |

#### Feminino
| Evento              | Ouro                                                                                | Prata                                                                                  | Bronze                                                                               |
| ------------------- | ----------------------------------------------------------------------------------- | -------------------------------------------------------------------------------------- | ------------------------------------------------------------------------------------ |
| Equipes             | USA Estados Unidos Kara Eaker Aleah Finnegan Morgan Hurd Riley McCusker Leanne Wong | CAN Canadá Ellie Black Brooklyn Moors Shallon Olsen Victoria Kayen Woo Isabela Onyshko | BRA Brasil Flávia Saraiva Jade Barbosa Thais Fidelis Lorrane Oliveira Carolyne Pedro |
| Individual geral    | Ellie Black CAN Canadá                                                              | Riley McCusker USA Estados Unidos                                                      | Flávia Saraiva BRA Brasil                                                            |
| Salto               | Ellie Black CAN Canadá                                                              | Yesenia Ferrera CUB Cuba                                                               | Shallon Olsen CAN Canadá                                                             |
| Barras assimétricas | Riley McCusker USA Estados Unidos                                                   | Leanne Wong USA Estados Unidos                                                         | Ellie Black CAN Canadá                                                               |
| Trave               | Kara Eaker USA Estados Unidos                                                       | Ellie Black CAN Canadá                                                                 | Riley McCusker USA Estados Unidos                                                    |
| Solo                | Brooklyn Moors CAN Canadá                                                           | Kara Eaker USA Estados Unidos                                                          | Flávia Saraiva BRA Brasil                                                            |

### Ginástica rítmica

#### Individual
| Evento           | Ouro                               | Prata                             | Bronze                             |
| ---------------- | ---------------------------------- | --------------------------------- | ---------------------------------- |
| Individual geral | Evita Griskenas USA Estados Unidos | Camilla Feeley USA Estados Unidos | Natália Gaudio BRA Brasil          |
| Bola             | Evita Griskenas USA Estados Unidos | Katherine Uchida CAN Canadá       | Camilla Feeley USA Estados Unidos  |
| Maças            | Camilla Feeley USA Estados Unidos  | Natalie Garcia CAN Canadá         | Evita Griskenas USA Estados Unidos |
| Arco             | Evita Griskenas USA Estados Unidos | Katherine Uchida CAN Canadá       | Camilla Feeley USA Estados Unidos  |
| Fita             | Evita Griskenas USA Estados Unidos | Bárbara Domingos BRA Brasil       | Karla Diaz MEX México              |

#### Grupos
| Evento                     | Ouro                                                                                      | Prata | Bronze                                                                                |
| -------------------------- | ----------------------------------------------------------------------------------------- | --- | ------------------------------------------------------------------------------------- |
| Grupo geral                | MEX México Ana Galindo Adriana Hernandez Mildred Maldonado Britany Sainz Karen Villanueva | USA Estados Unidos Isabelle Connor Yelyzaveta Merenzon Elizaveta Pletneva Nicole Sladkov Kristina Sobolevskaya | BRA Brasil Vitória Guerra Deborah Medrado Nicole Pircio Camila Rossi Beatriz Linhares |
| 5 bolas                    | MEX México Ana Galindo Adriana Hernandez Mildred Maldonado Britany Sainz Karen Villanueva | USA Estados Unidos Isabelle Connor Yelyzaveta Merenzon Elizaveta Pletneva Nicole Sladkov Kristina Sobolevskaya | BRA Brasil Vitória Guerra Deborah Medrado Nicole Pircio Camila Rossi Beatriz Linhares |
| 3 arcos + 2 pares de maças | BRA Brasil Vitória Guerra Deborah Medrado Nicole Pircio Camila Rossi Beatriz Linhares     | MEX México Ana Galindo Adriana Hernandez Mildred Maldonado Britany Sainz Karen Villanueva                      | CUB Cuba Cláudia Arjona Melissa Kindelán Tatiana Frometa Elaine Rojas Danay Utria     |

### Trampolim
| Evento    | Ouro                       | Prata                                 | Bronze                           |
| --------- | -------------------------- | ------------------------------------- | -------------------------------- |
| Masculino | Jérémy Chartier CAN Canadá | Jeffrey Gluckstein USA Estados Unidos | Ruben Padilla USA Estados Unidos |
| Feminino  | Samantha Smith CAN Canadá  | Nicole Ahsinger USA Estados Unidos    | Dafne Navarro Loza MEX México    |

## Quadro de medalhas
| Ordem | País                     | Medalha de ouro | Medalha de prata | Medalha de bronze |    |
| ----- | ------------------------ | --------------- | ---------------- | ----------------- | -- |
| 1     | USA Estados Unidos       | 8               | 11               | 6                 | 25 |
| 2     | BRA Brasil               | 5               | 5                | 6                 | 16 |
| 3     | CAN Canadá               | 5               | 5                | 4                 | 14 |
| 4     | MEX México               | 4               | 1                | 2                 | 7  |
| 5     | CHI Chile                | 1               |                  |                   | 1  |
|       | DOM República Dominicana | 1               |                  |                   | 1  |
| 7     | CUB Cuba                 |                 | 1                | 3                 | 4  |
| 8     | GUA Guatemala            |                 | 1                |                   | 1  |
| 9     | COL Colômbia             |                 |                  | 2                 | 2  |
| 10    | ARG Argentina            |                 |                  | 1                 | 1  |
| TOTAL | TOTAL                    | 24              | 24               | 24                | 72 |

## Qualificação
No total, 184 ginastas podem competir (114 no artístico, 46 no rítmico e 24 no trampolim). Uma nação pode inscrever no máximo 21 atletas em todas as disciplinas (cinco em cada gênero para arte, cinco atletas em grupo rítmico, dois em individual e dois em cada evento de trampolim). Toda a qualificação foi realizada no Campeonato Pan-Americano de Ginástica de 2018.